# Port Republic (New Jersey)
Port Republic ist eine Stadt im Atlantic County, New Jersey, USA. Das U.S. Census Bureau ermittelte bei der Volkszählung 2020 eine Einwohnerzahl von 1101.

## Geographie
Nach dem United States Census Bureau hat die Stadt eine Gesamtfläche von 22,5 km², wovon 19,7 km² Land und 2,7 km² (12,10 %) Wasser ist.

## Geschichte
Zwei Bauwerke und Stätten des Orts sind im National Register of Historic Places (NRHP) eingetragen (Stand 24. Oktober 2018), der Amanda Blake Store und der Port Republic Historic District.

## Demographie
Nach der Volkszählung von 2000 gibt es 1.037 Menschen, 365 Haushalte und 289 Familien in der Stadt. Die Bevölkerungsdichte beträgt 52,5 Einwohner pro km². 95,08 % der Bevölkerung sind Weiße, 1,64 % Afroamerikaner, 0,39 % amerikanische Ureinwohner, 0,58 % Asiaten, 0,00 % pazifische Insulaner, 0,68 % anderer Herkunft und 1,64 % Mischlinge. 1,06 % sind Latinos unterschiedlicher Abstammung.
Von den 365 Haushalten haben 36,7 % Kinder unter 18 Jahre. 64,9 % davon sind verheiratete, zusammenlebende Paare, 10,1 % sind alleinerziehende Mütter, 20,8 % sind keine Familien, 16,7 % bestehen aus Singlehaushalten und in 7,9 % Menschen sind älter als 65. Die Durchschnittshaushaltsgröße beträgt 2,82, die Durchschnittsfamiliengröße 3,17.
24,0 % der Bevölkerung sind unter 18 Jahre alt, 8,0 % zwischen 18 und 24, 26,1 % zwischen 25 und 44, 29,9 % zwischen 45 und 64, 12,0 % älter als 65. Das Durchschnittsalter beträgt 41 Jahre. Das Verhältnis Frauen zu Männer beträgt 100:96,8, für Menschen älter als 18 Jahre beträgt das Verhältnis 100:93,1.
Das jährliche Durchschnittseinkommen der Haushalte beträgt 65.833 USD, das Durchschnittseinkommen der Familien 70.714 USD. Männer haben ein Durchschnittseinkommen von 42.833 USD, Frauen 34.375 USD. Der Prokopfeinkommen der Stadt beträgt 24.369 USD. 3,5 % der Bevölkerung und 3,2 % der Familien leben unterhalb der Armutsgrenze, davon sind 0,0 % Kinder oder Jugendliche jünger als 18 Jahre und 13,2 % der Menschen sind älter als 65.